# جينيفر كوه
جينيفر كوه (بالإنجليزية: Jennifer Koh)‏ هي موسيقية أمريكية، ولدت في 8 أكتوبر 1976 في إلينوي في الولايات المتحدة.

## وصلات خارجية
- جينيفر كوه على موقع ميوزك برينز (الإنجليزية)
- جينيفر كوه على موقع ديسكوغز (الإنجليزية)